# Campeonato Sul-Americano de Atletismo de 2019 - Resultados
Esses foram os resultados do Campeonato Sul-Americano de Atletismo de 2019 que ocorreu de 24 a 26 de maio de 2019 na Villa Deportiva Nacional, em Lima, no Peru. 

## Resultado masculino

### 100 metros
| Posição | Bateria | Atleta                  | Nacionalidade | Tempo | Notas |
| ------- | ------- | ----------------------- | ------------- | ----- | ----- |
| 1       | 1       | Rodrigo do Nascimento   | Brasil        | 10.31 | Q     |
| 2       | 2       | Felipe Bardi dos Santos | Brasil        | 10.39 | Q     |
| 3       | 2       | Diego Palomeque         | Colômbia      | 10.39 | Q     |
| 4       | 2       | Emanuel Archibald       | Guiana        | 10.50 | Q     |
| 5       | 1       | Jhonny Rentería         | Colômbia      | 10.58 | Q     |
| 6       | 1       | Enrique Polanco         | Chile         | 10.59 | q     |
| 6       | 2       | Christopher Ortiz       | Paraguai      | 10.59 | Q     |
| 8       | 1       | Akeem Stewart           | Guiana        | 10.61 | q     |
| 9       | 1       | Fredy Maidana           | Paraguai      | 10.68 |       |
| 10      | 2       | Mateo Edward            | Panamá        | 10.70 |       |
| 11      | 1       | Otilio Rosa             | Argentina     | 10.74 |       |
| 12      | 1       | Bruno Rojas             | Bolívia       | 10.75 |       |
| 12      | 2       | Abdel Kalil             | Venezuela     | 10.75 |       |
| 13      | 1       | Alexander Marquinez     | Equador       | 10.99 |       |
| 14      | 2       | Steeven Salas           | Equador       | 11.00 |       |
| 15      | 2       | Pablo Roberto Abán      | Bolívia       | 11.04 |       |

| Posição           | Raia | Atleta                  | Nacionalidade | Tempo | Notas |
| ----------------- | ---- | ----------------------- | ------------- | ----- | ----- |
| Medalha de ouro   | 4    | Rodrigo do Nascimento   | Brasil        | 10.28 |       |
| Medalha de prata  | 5    | Felipe Bardi dos Santos | Brasil        | 10.43 |       |
| Medalha de bronze | 3    | Diego Palomeque         | Colômbia      | 10.47 |       |
| 4                 | 2    | Jhonny Rentería         | Colômbia      | 10.56 |       |
| 5                 | 6    | Emanuel Archibald       | Guiana        | 10.56 |       |
| 6                 | 1    | Christopher Ortiz       | Paraguai      | 10.58 |       |
| 7                 | 8    | Akeem Stewart           | Guiana        | 10.68 |       |
| 8                 | 7    | Enrique Polanco         | Chile         | 10.70 |       |

### 200 metros
| Posição | Bateria | Atleta                | Nacionalidade | Tempo | Notas |
| ------- | ------- | --------------------- | ------------- | ----- | ----- |
| 1       | 1       | Bernardo Baloyes      | Colômbia      | 20.68 | Q     |
| 2       | 1       | Rodrigo do Nascimento | Brasil        | 20.89 | Q     |
| 3       | 2       | Winston George        | Guiana        | 21.15 | Q     |
| 4       | 1       | Christopher Ortiz     | Paraguai      | 21.23 | Q     |
| 5       | 2       | Erik Cardoso          | Brasil        | 21.39 | Q     |
| 6       | 1       | Enzo Faulbaum         | Chile         | 21.51 | q     |
| 7       | 2       | Fredy Maidana         | Paraguai      | 21.53 | Q     |
| 8       | 1       | Virjilio Griggs       | Panamá        | 21.55 | q     |
| 9       | 2       | Otilio Rosa           | Argentina     | 21.58 |       |
| 10      | 2       | Alexander Marquinez   | Equador       | 21.75 |       |
| 11      | 1       | Bruno Rojas           | Bolívia       | 21.76 |       |
| 12      | 1       | Akeem Stewart         | Guiana        | 21.79 |       |
| 13      | 2       | Rodrigo Opazo         | Chile         | 21.92 |       |
| 14      | 2       | Mateo Edward          | Panamá        | 21.93 |       |
| 15      | 2       | Jeffrey Vanan         | Suriname      | 22.09 |       |
| 16      | 1       | Rafael Vázquez        | Venezuela     | 22.67 |       |

| Posição           | Raia | Atleta                | Nacionalidade | Tempo | Notas                 |
| ----------------- | ---- | --------------------- | ------------- | ----- | --------------------- |
| Medalha de ouro   | 4    | Bernardo Baloyes      | Colômbia      | 20.42 | Recorde do campeonato |
| Medalha de prata  | 5    | Rodrigo do Nascimento | Brasil        | 20.63 |                       |
| Medalha de bronze | 6    | Christopher Ortiz     | Paraguai      | 20.98 |                       |
| 4                 | 3    | Winston George        | Guiana        | 20.99 |                       |
| 5                 | 2    | Erik Cardoso          | Brasil        | 21.20 |                       |
| 6                 | 1    | Fredy Maidana         | Paraguai      | 21.32 |                       |
| 7                 | 7    | Enzo Faulbaum         | Chile         | 21.46 |                       |
| 8                 | 8    | Virjilio Griggs       | Panamá        | 21.51 |                       |

### 400 metros
24 de maio
| Posição           | Raia | Atleta             | Nacionalidade | Tempo | Notas |
| ----------------- | ---- | ------------------ | ------------- | ----- | ----- |
| Medalha de ouro   | 4    | Anthony Zambrano   | Colômbia      | 45.53 |       |
| Medalha de prata  | 3    | Lucas Carvalho     | Brasil        | 46.12 |       |
| Medalha de bronze | 5    | Anderson Henriques | Brasil        | 46.15 |       |
| 4                 | 6    | Kelvis Padrino     | Venezuela     | 46.72 |       |
| 5                 | 2    | Yilmar Herrera     | Colômbia      | 47.34 |       |
| 6                 | 7    | Winston George     | Guiana        | 47.66 |       |
| 7                 | 1    | Carlos Perlaza     | Equador       | 49.19 |       |
| 8                 | 8    | Tito Hinojosa      | Bolívia       | 50.26 |       |

### 800 metros
26 de maio
| Posição           | Atleta                  | Nacionalidade | Tempo   | Notas |
| ----------------- | ----------------------- | ------------- | ------- | ----- |
| Medalha de ouro   | Lucirio Antonio Garrido | Venezuela     | 1:46.27 |       |
| Medalha de prata  | Jelssin Robledo         | Colômbia      | 1:47.31 |       |
| Medalha de bronze | Marco Antonio Vilca     | Peru          | 1:48.06 |       |
| 4                 | Alejandro Peirano       | Chile         | 1:48.36 |       |
| 5                 | Guilherme Orenhas       | Brasil        | 1:48.69 |       |
| 6                 | Miguel Ángel Mesa       | Colômbia      | 1:48.97 |       |
| 7                 | Diego Lacamoire         | Argentina     | 1:49.77 |       |
| 8                 | Marco Salcedo           | Equador       | 1:50.30 |       |
| 9                 | Guilherme Kurtz         | Brasil        | 1:50.40 |       |
| 10                | Devaun Barrington       | Guiana        | 1:51.80 |       |
| 11                | Chamal Chambers         | Panamá        | 1:51.82 |       |
| 12                | Carlos Arellano         | Equador       | 1:56.83 |       |
| 13                | Rafael Muñoz            | Chile         | 1:57.97 |       |
| 14                | David Galeano           | Paraguai      | 2:01.42 |       |

### 1.500 metros
24 de maio
| Posição           | Atleta                    | Nacionalidade | Tempo   | Notas |
| ----------------- | ------------------------- | ------------- | ------- | ----- |
| Medalha de ouro   | Lucirio Antonio Garrido   | Venezuela     | 3:55.04 |       |
| Medalha de prata  | Diego Lacamoire           | Argentina     | 3:55.15 |       |
| Medalha de bronze | Carlos de Oliveira Santos | Brasil        | 3:55.18 |       |
| 4                 | Santiago Catrofe          | Uruguai       | 3:55.21 |       |
| 5                 | Carlos Hernández          | Colômbia      | 3:56.49 |       |
| 6                 | Carlos Sanmartín          | Colômbia      | 3:56.84 |       |
| 7                 | Fabián Manrique           | Argentina     | 3:56.91 |       |
| 8                 | Marco Salcedo             | Equador       | 3:57.14 |       |
| 9                 | Cleber Cisneros           | Peru          | 3:58.33 |       |
| 10                | Juan Ignacio Peña         | Chile         | 3:58.87 |       |
| 11                | Mario Bazán               | Peru          | 4:00.06 |       |
| 12                | Carlos Arellano           | Equador       | 4:03.84 |       |

### 5.000 metros
26 de maio
| Posição           | Atleta              | Nacionalidade | Tempo    | Notas                 |
| ----------------- | ------------------- | ------------- | -------- | --------------------- |
| Medalha de ouro   | Altobeli da Silva   | Brasil        | 13:50.08 | Recorde do campeonato |
| Medalha de prata  | José Luis Rojas     | Peru          | 13:53.11 |                       |
| Medalha de bronze | Gerard Giraldo      | Colômbia      | 13:54.51 |                       |
| 4                 | Vidal Basco         | Bolívia       | 13:57.80 |                       |
| 5                 | Iván Darío González | Colômbia      | 13:59.31 |                       |
| 6                 | Jesús Manuel Yana   | Peru          | 14:07.97 |                       |
| 7                 | Ederson Pereira     | Brasil        | 14:12.00 |                       |
| 8                 | Ronal Cuestas       | Uruguai       | 14:18.67 |                       |
| 9                 | Rafael Loza         | Equador       | 14:24.44 |                       |
| 10                | Hector Garibay      | Bolívia       | 14:24.68 |                       |
| 11                | Fabián Manrique     | Argentina     | 14:58.27 |                       |
| 12                | Bernardo Maldonado  | Argentina     | 15:11.13 |                       |
| 13                | Bayron Piedra       | Equador       | DNS      |                       |

### 10.000 metros
24 de maio
| Posição           | Atleta                 | Nacionalidade | Tempo    | Notas            |
| ----------------- | ---------------------- | ------------- | -------- | ---------------- |
| Medalha de ouro   | Bayron Piedra          | Equador       | 28:48.13 |                  |
| Medalha de prata  | José Mauricio González | Colômbia      | 28:48.60 |                  |
| Medalha de bronze | Vidal Basco            | Bolívia       | 28:52.32 | Recorde nacional |
| 4                 | Jhon Cusi              | Peru          | 28:53.39 |                  |
| 5                 | Nicolás Herrera        | Colômbia      | 28:53.55 |                  |
| 6                 | Luis Fernando Ostos    | Peru          | 29:24.37 |                  |
| 7                 | Ronal Cuestas          | Uruguai       | 29:41.71 |                  |
| 8                 | Rubén Arando           | Bolívia       | 30:19.71 |                  |
| 9                 | Matias Silva           | Chile         | 31:05.97 |                  |
| 10                | Ederson Pereira        | Brasil        | DNF      |                  |
| 10                | Bernardo Maldonado     | Argentina     | DNF      |                  |

### 110 metros barreiras
24 de maio
Vento: -0.8 m/s
| Posição           | Raia | Atleta              | Nacionalidade | Tempo | Notas |
| ----------------- | ---- | ------------------- | ------------- | ----- | ----- |
| Medalha de ouro   | 4    | Gabriel Constantino | Brasil        | 13.54 |       |
| Medalha de prata  | 6    | Yojan Chaverra      | Colômbia      | 13.66 |       |
| Medalha de bronze | 5    | Eduardo de Deus     | Brasil        | 13.68 |       |
| 4                 | 3    | Fanor Escobar       | Colômbia      | 14.12 |       |
| 5                 | 2    | Agustín Carrera     | Argentina     | 14.15 |       |
| 6                 | 1    | Javier McFarlane    | Peru          | 14.44 |       |
| 7                 | 8    | Mauricio Sandoval   | Bolívia       | 15.04 |       |
| 8                 | 7    | Mauricio Garrido    | Peru          | DSQ   | [ 4 ] |

### 400 metros barreiras
25 de maio
| Posição           | Raia | Atleta            | Nacionalidade | Tempo | Notas |
| ----------------- | ---- | ----------------- | ------------- | ----- | ----- |
| Medalha de ouro   | 4    | Alison Santos     | Brasil        | 49.88 |       |
| Medalha de prata  | 5    | Alfredo Sepúlveda | Chile         | 50.03 |       |
| Medalha de bronze | 1    | Guillermo Ruggeri | Argentina     | 50.20 |       |
| 4                 | 7    | Andrés Silva      | Uruguai       | 50.73 |       |
| 5                 | 3    | Mahau Suguimati   | Brasil        | 51.15 |       |
| 6                 | 8    | Paulo Herrera     | Peru          | 52.86 |       |
| 7                 | 2    | Kevyn Mina        | Colômbia      | 52.97 |       |
| 8                 | 6    | Fanor Escobar     | Colômbia      | DNS   |       |

### 3.000 metros com obstáculos
25 de maio
| Posição           | Atleta            | Nacionalidade | Tempo   | Notas |
| ----------------- | ----------------- | ------------- | ------- | ----- |
| Medalha de ouro   | Carlos Sanmartín  | Colômbia      | 8:36.37 |       |
| Medalha de prata  | Altobeli da Silva | Brasil        | 8:38.43 |       |
| Medalha de bronze | Gerard Giraldo    | Colômbia      | 8:41.48 |       |
| 4                 | Mario Bazán       | Peru          | 8:44.48 |       |
| 5                 | Diego Arevalo     | Equador       | 8:49.42 |       |
| 6                 | José Peña         | Venezuela     | 8:57.95 |       |
| 7                 | Victor Aguilar    | Bolívia       | 9:00.54 |       |
| 8                 | Fausto Alonso     | Argentina     | 9:02.91 |       |
| 9                 | Jesús Yana        | Peru          | 9:04.25 |       |
| 10                | Jean Manuel Pérez | Bolívia       | 9:06.71 |       |
| 11                | Roberto Tello     | Chile         | 9:16.07 |       |
| 12                | Joaquin Arbe      | Argentina     | 9:19.06 |       |
| 13                | Israel Mecabo     | Brasil        | DNF     |       |

### Revezamento 4x100 m
25 de maio
| Posição           | Raia | Nacionalidade | Atletas                                                                   | Tempo | Notas |
| ----------------- | ---- | ------------- | ------------------------------------------------------------------------- | ----- | ----- |
| Medalha de ouro   | 6    | Venezuela     | Alberto Aguilar, Abdel Kalil, Alexis Nieves, Rafael Vázquez               | 39.56 |       |
| Medalha de prata  | 3    | Brasil        | Erik Cardoso, Gabriel Constantino, Rodrigo do Nascimento, Eduardo de Deus | 39.91 |       |
| Medalha de bronze | 2    | Colômbia      | Jhonny Rentería, Diego Palomeque, Yilmar Herrera, Bernardo Baloyes        | 39.94 |       |
| 4                 | 7    | Chile         | Javier Pinilla, Enzo Faulbaum, Rodrigo Opazo, Enrique Polanco             | 40.32 |       |
| 5                 | 4    | Peru          | Andy Martínez, Frank Sánchez, Frank Iriarte, Mauricio Garrido             | 40.97 |       |
| 6                 | 5    | Equador       | Jhon Valencia, Alexander Marquinez, Carlos Perlaza, Steeven Salas         | 41.14 |       |
| 7                 | 1    | Bolívia       | Carlos Abán, Pablo Abán, Tito Hinojosa, Bruno Rojas                       | 41.73 |       |

### Revezamento 4x400 m
26 de maio
| Posição           | Nacionalidade | Atletas                                                               | Tempo   | Notas |
| ----------------- | ------------- | --------------------------------------------------------------------- | ------- | ----- |
| Medalha de ouro   | Colômbia      | Jhon Mosquera, Diego Palomeque, Kevyn Mina, Anthony Zambrano          | 3:04.04 |       |
| Medalha de prata  | Brasil        | Lucas Carvalho, Alison Santos, Mahau Suguimati, Anderson Henriques    | 3:04.13 |       |
| Medalha de bronze | Chile         | Enzo Faulbaum, Rafael Muñoz, Alejandro Peirano, Alfredo Sepúlveda     | 3:11.84 |       |
| 4                 | Peru          | Christhoper Curto, Fabrizio Vizcarra, Mauricio Garrido, Paulo Herrera | 3:14.28 |       |

### 20 km marcha atlética
26 de maio
| Posição           | Atleta           | Nacionalidade | Tempo     | Notas |
| ----------------- | ---------------- | ------------- | --------- | ----- |
| Medalha de ouro   | Jhon Castañeda   | Colômbia      | 1:22:33.4 |       |
| Medalha de prata  | David Hurtado    | Equador       | 1:23:39.7 |       |
| Medalha de bronze | Luis Campos      | Peru          | 1:24:17.5 |       |
| 4                 | Juan Manuel Cano | Argentina     | 1:26:19.9 |       |
| 5                 | Éider Arévalo    | Colômbia      | DNF       |       |
| 5                 | Yerko Araya      | Chile         | DNF       |       |
| 5                 | Pablo Rodríguez  | Bolívia       | DSQ       |       |
| 5                 | César Rodríguez  | Peru          | DSQ       |       |

### Salto em altura
24 de maio
| Posição           | Atleta             | Nacionalidade | 1.90 | 1.95 | 2.00 | 2.05 | 2.10 | 2.15 | 2.18 | 2.21 | 2.24 | Resultado | Notas |
| ----------------- | ------------------ | ------------- | ---- | ---- | ---- | ---- | ---- | ---- | ---- | ---- | ---- | --------- | ----- |
| Medalha de ouro   | Alexander Bowen    | Panamá        | –    | –    | –    | o    | o    | o    | o    | o    | xxx  | 2.21      |       |
| Medalha de prata  | Fernando Ferreira  | Brasil        | –    | –    | –    | o    | o    | o    | o    | xo   | xxx  | 2.21      |       |
| Medalha de bronze | Eure Yáñez         | Venezuela     | –    | –    | –    | o    | o    | xo   | o    | xx–  | x    | 2.18      |       |
| 4                 | Carlos Layoy       | Argentina     | –    | –    | –    | o    | o    | xxx  |      |      |      | 2.10      |       |
| 4                 | Thiago Júlio Moura | Brasil        | –    | –    | o    | o    | o    | xxx  |      |      |      | 2.10      |       |
| 6                 | Arturo Chávez      | Peru          | –    | –    | –    | o    | xo   | xxx  |      |      |      | 2.10      |       |
| 7                 | Juan José Camacho  | Peru          | xxx  |      |      |      |      |      |      |      |      | NM        |       |
| 7                 | Yojan Chaverra     | Colômbia      | –    | xxx  |      |      |      |      |      |      |      | NM        |       |
| 8                 | Gilmar Correa      | Colômbia      |      |      |      |      |      |      |      |      |      | DNS       |       |

### Salto com vara
24 de maio
| Posição           | Atleta                    | Nacionalidade | 4.61 | 4.81 | 5.01 | 5.21 | 5.31 | 5.41 | 5.51 | 5.56 | 5.61 | 5.71 | Resultado | Notas |
| ----------------- | ------------------------- | ------------- | ---- | ---- | ---- | ---- | ---- | ---- | ---- | ---- | ---- | ---- | --------- | ----- |
| Medalha de ouro   | Augusto Dutra de Oliveira | Brasil        | –    | –    | –    | –    | –    | o    | o    | –    | xo   | xxx  | 5.61      |       |
| Medalha de prata  | Thiago Braz da Silva      | Brasil        | –    | –    | –    | –    | –    | xo   | xx–  | x    |      |      | 5.41      |       |
| Medalha de bronze | Germán Chiaraviglio       | Argentina     | –    | –    | –    | o    | –    | xxx  |      |      |      |      | 5.21      |       |
| 4                 | José Pacho                | Equador       | –    | –    | –    | xo   | xxx  |      |      |      |      |      | 5.21      |       |
| 5                 | Dyander Pacho             | Equador       | –    | –    | o    | xxx  |      |      |      |      |      |      | 5.01      |       |
| 6                 | Ignacio Sánchez           | Peru          | o    | xxo  | xxx  |      |      |      |      |      |      |      | 4.81      |       |
| 7                 | Pablo Chaverra            | Colômbia      | –    | –    | xxx  |      |      |      |      |      |      |      | NM        |       |
| 8                 | Walter Viafara            | Colômbia      |      |      |      |      |      |      |      |      |      |      | DNS       |       |

### Salto em comprimento
25 de maio
| Posição           | Atleta                | Nacionalidade | #1   | #2   | #3   | #4   | #5   | #6   | Resultado | Notas |
| ----------------- | --------------------- | ------------- | ---- | ---- | ---- | ---- | ---- | ---- | --------- | ----- |
| Medalha de ouro   | Emiliano Lasa         | Uruguai       | 7.74 | 7.74 | 7.76 | –    | –    | –    | 7.76      |       |
| Medalha de prata  | Paulo Sérgio Oliveira | Brasil        | 7.66 | 7.68 | x    | 7.71 | x    | x    | 7.71      |       |
| Medalha de bronze | Raúl Mena             | Colômbia      | 6.88 | 7.19 | 7.45 | 7.54 | 7.37 | 7.66 | 7.66      |       |
| 4                 | Emanuel Archibald     | Guiana        | 6.16 | 7.39 | 7.44 | x    | x    | 7.66 | 7.66      |       |
| 5                 | José Luis Mandros     | Peru          | 6.85 | x    | 6.75 | 7.39 | 7.30 | 7.41 | 7.41      |       |
| 6                 | Daniel Pineda         | Chile         | 6.84 | 7.18 | 7.29 | x    | –    | –    | 7.29      |       |
| 7                 | Erick Suárez          | Bolívia       | 7.17 | x    | 7.19 | 6.87 | 7.04 | 6.90 | 7.19      |       |
| 8                 | Guillermo Herrera     | Peru          | 6.84 | 6.96 | 6.76 | 7.07 | 6.95 | 6.67 | 7.07      |       |
| 9                 | José Villarroel       | Bolívia       | x    | 6.80 | x    |      |      |      | 6.80      |       |
| 10 !              | Arnoviś Dalmero       | Colômbia      |      |      |      |      |      |      | DNS       |       |

### Salto triplo
26 de maio
| Posição           | Atleta           | Nacionalidade | #1    | #2    | #3    | #4    | #5    | #6    | Resultado | Notas |
| ----------------- | ---------------- | ------------- | ----- | ----- | ----- | ----- | ----- | ----- | --------- | ----- |
| Medalha de ouro   | Maximiliano Díaz | Argentina     | x     | 16.07 | 16.00 | 16.23 | –     | x     | 16.23     |       |
| Medalha de prata  | Kauam Bento      | Brasil        | 16.18 | 15.36 | x     | 13.82 | 14.95 | x     | 16.18     |       |
| Medalha de bronze | Miguel van Assen | Suriname      | 16.11 | x     | –     | –     | 14.58 | 16.01 | 16.11     |       |
| 4                 | Arnovis Dalmero  | Colômbia      | 15.86 | 15.74 | 15.41 | 13.28 | x     | 15.58 | 15.86     |       |
| 5                 | Frixon Chila     | Equador       | 14.93 | 15.55 | 15.63 | 15.42 | x     | 13.84 | 15.63     |       |
| 6                 | Geiner Moreno    | Colômbia      |       |       |       |       |       |       | DNS       |       |

### Arremesso de peso
25 de maio
| Posição           | Atleta                | Nacionalidade | #1    | #2    | #3    | #4    | #5    | #6    | Resultado | Notas |
| ----------------- | --------------------- | ------------- | ----- | ----- | ----- | ----- | ----- | ----- | --------- | ----- |
| Medalha de ouro   | Darlan Romani         | Brasil        | 21.00 | 20.89 | 20.35 | 20.12 | 20.39 | 20.24 | 21.00     |       |
| Medalha de prata  | Willian Dourado       | Brasil        | 18.60 | 18.48 | 18.25 | 18.48 | 18.74 | 19.09 | 19.09     |       |
| Medalha de bronze | Germán Lauro          | Argentina     | x     | x     | 17.79 | 18.97 | 18.77 | 18.85 | 18.97     |       |
| 4                 | Juan Ignacio Carballo | Argentina     | 17.54 | 18.31 | 17.05 | x     | 18.26 | 17.57 | 18.31     |       |
| 5                 | Rodrigo Cardenas      | Chile         | x     | 15.50 | 14.96 | 15.16 | 15.68 | 15.52 | 15.68     |       |

### Lançamento de disco
25 de maio
| Posição           | Atleta            | Nacionalidade | #1    | #2    | #3    | #4    | #5    | #6    | Resultado | Notas |
| ----------------- | ----------------- | ------------- | ----- | ----- | ----- | ----- | ----- | ----- | --------- | ----- |
| Medalha de ouro   | Mauricio Ortega   | Colômbia      | 56.61 | 58.89 | x     | 58.40 | x     | x     | 58.89     |       |
| Medalha de prata  | Douglas dos Reis  | Brasil        | x     | x     | 55.87 | 55.31 | 55.29 | 56.43 | 56.43     |       |
| Medalha de bronze | Claudio Romero    | Chile         | 46.76 | x     | x     | 53.24 | 54.31 | x     | 54.31     |       |
| 4                 | Wellinton da Cruz | Brasil        | 51.17 | 48.99 | 53.35 | 51.57 | 50.56 | 49.54 | 53.35     |       |
| 5                 | Juan Caicedo      | Equador       | 50.05 | 52.34 | 52.26 | x     | 52.89 | 52.88 | 52.89     |       |
| 6                 | Rodrigo Cárdenas  | Chile         | 46.28 | x     | 49.79 | 50.05 | 51.75 | x     | 51.75     |       |
| 7                 | Stefano Paz       | Peru          | x     | x     | 45.24 | x     | x     | 44.30 | 45.24     |       |

### Lançamento de martelo
26 de maio
| Posição           | Atleta            | Nacionalidade | #1    | #2    | #3    | #4    | #5    | #6    | Resultado | Notas                 |
| ----------------- | ----------------- | ------------- | ----- | ----- | ----- | ----- | ----- | ----- | --------- | --------------------- |
| Medalha de ouro   | Gabriel Kehr      | Chile         | 74.56 | 75.27 | 72.54 | x     | x     | 73.55 | 75.27     | Recorde do campeonato |
| Medalha de prata  | Humberto Mansilla | Chile         | 70.95 | 73.00 | x     | 69.88 | 72.64 | x     | 73.00     |                       |
| Medalha de bronze | Allan Wolski      | Brasil        | 69.40 | 71.63 | 72.51 | 72.22 | 69.35 | x     | 72.51     |                       |
| 4                 | Joaquín Gómez     | Argentina     | 67.22 | 69.77 | 65.92 | 66.61 | 69.75 | 71.47 | 71.47     |                       |
| 5                 | Wagner Domingos   | Brasil        | 69.08 | x     | 68.90 | x     | 69.85 | 69.66 | 69.85     |                       |
| 6                 | Daniel Aguirre    | Colômbia      | 62.47 | 61.73 | 59.72 | x     | 62.30 | 59.16 | 62.47     |                       |
| 7                 | Joseph Melgar     | Peru          | 60.57 | 58.36 | 57.63 | 59.98 | 57.94 | 58.40 | 60.57     |                       |
| 8                 | Manuel Terán      | Bolívia       | 48.29 | x     | 46.83 | 42.55 | 46.95 | 44.82 | 48.29     |                       |

### Lançamento de dardo
25 de maio
| Posição           | Atleta               | Nacionalidade | #1    | #2    | #3    | #4    | #5    | #6    | Resultado | Notas |
| ----------------- | -------------------- | ------------- | ----- | ----- | ----- | ----- | ----- | ----- | --------- | ----- |
| Medalha de ouro   | Jaime Dayron Márquez | Colômbia      | 72.96 | 78.00 | 77.39 | 76.97 | x     | –     | 78.00     |       |
| Medalha de prata  | Francisco Muse       | Chile         | 68.89 | 71.64 | 73.24 | 69.74 | 75.97 | 75.33 | 75.97     |       |
| Medalha de bronze | Arley Ibargüen       | Colômbia      | 75.83 | 75.66 | 75.78 | 73.62 | 74.77 | x     | 75.83     |       |
| 4                 | Leslain Baird        | Guiana        | 56.74 | 74.43 | x     | 66.36 | 71.18 | 67.98 | 74.43     |       |
| 5                 | José Escobar         | Equador       | 63.87 | 67.06 | 66.92 | 63.22 | 65.67 | 63.51 | 67.06     |       |
| 6                 | Jean Mairongo        | Equador       | 65.80 | 66.25 | 64.10 | x     | 62.93 | 64.75 | 66.25     |       |
| 7                 | Giovanni Díaz        | Paraguai      | x     | 60.06 | 61.48 | 62.93 | x     | 64.75 | 64.75     |       |
| 8                 | Jonathan Cedeño      | Panamá        | 50.75 | 60.21 | 62.17 | 62.07 | 61.13 | 63.39 | 63.39     |       |
| 9                 | Lautaro Techera      | Uruguai       | 59.77 | 59.45 | 59.70 |       |       |       | 59.77     |       |
| 10                | Melbin Soto          | Bolívia       | 52.50 | 59.75 | 58.32 |       |       |       | 59.75     |       |
| 11                | Braian Toledo        | Argentina     |       |       |       |       |       |       | DNS       |       |

### Decatlo
24 – 25 de maio
| Pos.              | Atleta                 | Nacionalidade | 100 m | SD   | AP    | SA   | 400 m | 110 m C/B | AD    | SV   | LD    | 1500 m  | PG   | Notas |
| ----------------- | ---------------------- | ------------- | ----- | ---- | ----- | ---- | ----- | --------- | ----- | ---- | ----- | ------- | ---- | ----- |
| Medalha de ouro   | Georny Jaramillo       | Venezuela     | 10.84 | 7.41 | 15.97 | 1.83 | 49.43 | 14.15     | 40.75 | 4.40 | 58.40 | 5:01.52 | 7784 |       |
| Medalha de prata  | Gerson Izaguirre       | Venezuela     | 11.13 | 7.24 | 12.78 | 1.95 | 50.39 | 14.76     | 38.69 | 4.40 | 49.79 | 5:00.43 | 7302 |       |
| Medalha de bronze | Sergio Pandiani        | Argentina     | 11.08 | 6.67 | 12.94 | 1.83 | 50.62 | 14.87     | 38.74 | 4.00 | 55.17 | 4:28.00 | 7226 |       |
| 4                 | Lucas Catanhede        | Brasil        | 11.08 | 6.98 | 11.50 | 1.92 | 50.05 | 14.92     | 36.08 | 4.00 | 46.84 | 4:21.01 | 7179 |       |
| 5                 | Andy Preciado          | Equador       | 11.47 | 6.81 | 14.80 | 2.04 | 55.87 | 15.54     | 45.25 | NM   | DNS   | –       | DNF  |       |
| 6                 | Luiz Alberto de Araújo | Brasil        | 11.07 | 6.87 | 14.89 | 1.86 | 50.26 | DNF       | DNS   | –    | –     | –       | DNF  |       |
| 7                 | Alejandro Lucumí       | Colômbia      | 11.29 | 7.06 | 13.37 | NM   | DNS   | –         | –     | –    | –     | –       | DNF  |       |
| 8                 | José Lemos             | Colômbia      | DNS   | –    | –     | –    | –     | –         | –     | –    | –     | –       | DNS  |       |

## Resultado feminino

### 100 metros
| Posição | Bateria | Atleta                  | Nacionalidade | Tempo | Notas |
| ------- | ------- | ----------------------- | ------------- | ----- | ----- |
| 1       | 1       | Vitória Cristina Rosa   | Brasil        | 11.30 | Q     |
| 2       | 2       | Andrea Purica           | Venezuela     | 11.35 | Q     |
| 3       | 1       | Gabriela Suárez         | Equador       | 11.58 | Q     |
| 4       | 1       | Isidora Jiménez         | Chile         | 11.61 | Q     |
| 5       | 1       | María Victoria Woodward | Argentina     | 11.65 | q     |
| 6       | 2       | Andressa Fidelis        | Brasil        | 11.66 | Q     |
| 7       | 2       | Yasmin Woodruff         | Panamá        | 11.80 | Q     |
| 8       | 2       | Eliecith Palacios       | Colômbia      | 11.93 | q     |
| 9       | 2       | Florencia Lamboglia     | Argentina     | 12.04 |       |
| 10      | 1       | Xenia Hiebert           | Paraguai      | 12.14 |       |
| 11      | 1       | Alinny Delgadillo       | Bolívia       | 12.16 |       |

| Posição           | Raia | Atleta                  | Nacionalidade | Tempo | Notas |
| ----------------- | ---- | ----------------------- | ------------- | ----- | ----- |
| Medalha de ouro   | 4    | Vitória Cristina Rosa   | Brasil        | 11.24 |       |
| Medalha de prata  | 5    | Andrea Purica           | Venezuela     | 11.32 |       |
| Medalha de bronze | 3    | Gabriela Suárez         | Equador       | 11.67 |       |
| 4                 | 6    | Isidora Jiménez         | Chile         | 11.68 |       |
| 5                 | 1    | Yasmin Woodruff         | Panamá        | 11.69 |       |
| 6                 | 2    | María Victoria Woodward | Argentina     | 11.70 |       |
| 7                 | 7    | Andressa Fidelis        | Brasil        | 11.79 |       |
| 8                 | 8    | Eliecith Palacios       | Colômbia      | 11.86 |       |

### 200 metros
| Posição | Bateria | Atleta                  | Nacionalidade | Tempo | Notas |
| ------- | ------- | ----------------------- | ------------- | ----- | ----- |
| 1       | 2       | Vitória Cristina Rosa   | Brasil        | 22.99 | Q     |
| 2       | 2       | Andrea Purica           | Venezuela     | 23.38 | Q     |
| 3       | 1       | Gabriela Suárez         | Equador       | 23.57 | Q     |
| 4       | 2       | Jennifer Padilla        | Colômbia      | 23.70 | Q     |
| 5       | 1       | Isidora Jiménez         | Chile         | 23.78 | Q     |
| 6       | 2       | Noelia Martínez         | Argentina     | 23.78 | q     |
| 7       | 1       | Ana Azevedo]]           | Brasil        | 23.94 | Q     |
| 8       | 2       | Yasmin Woodruff         | Panamá        | 24.20 | q     |
| 9       | 1       | María Victoria Woodward | Argentina     | 24.32 |       |
| 10      | 2       | Marina Poroso           | Equador       | 25.16 |       |
| 11      | 2       | Cecilia Gómez           | Bolívia       | 25.18 |       |
| 12      | 1       | Jenea McCammon          | Guiana        | 25.23 |       |
| 13      | 1       | Alinny Delgadillo       | Bolívia       | 25.67 |       |
| 14      | 1       | Xenia Hiebert           | Paraguai      | DNS   |       |

| Posição           | Raia | Atleta                | Nacionalidade | Tempo | Notas         |
| ----------------- | ---- | --------------------- | ------------- | ----- | ------------- |
| Medalha de ouro   | 4    | Vitória Cristina Rosa | Brasil        | 22.90 |               |
| Medalha de prata  | 5    | Andrea Purica         | Venezuela     | 23.37 |               |
| Medalha de bronze | 3    | Gabriela Suárez       | Equador       | 23.65 |               |
| 4                 | 6    | Jennifer Padilla      | Colômbia      | 23.67 |               |
| 5                 | 1    | Ana Azevedo           | Brasil        | 24.01 |               |
| 6                 | 8    | Yasmin Woodruff       | Panamá        | 24.10 |               |
| 7                 | 7    | Noelia Martínez       | Argentina     | DSQ   | Largada falsa |
| 7                 | 2    | Isidora Jiménez       | Chile         | DNS   |               |

### 400 metros
| Posição | Bateria | Atleta                  | Nacionalidade | Tempo | Notas |
| ------- | ------- | ----------------------- | ------------- | ----- | ----- |
| 1       | 1       | Tiffani Marinho         | Brasil        | 53.18 | Q     |
| 2       | 1       | Lina Licona             | Colômbia      | 53.25 | Q     |
| 3       | 2       | Geisa Coutinho          | Brasil        | 53.72 | Q     |
| 4       | 1       | Noelia Martínez         | Argentina     | 53.89 | Q     |
| 5       | 2       | Kimberly Cardoza        | Peru          | 54.19 | Q     |
| 6       | 2       | María Fernanda Mackenna | Chile         | 54.21 | Q     |
| 7       | 1       | Maitte Torres           | Peru          | 54.43 | q     |
| 8       | 2       | Eliana Chávez           | Colômbia      | 54.45 | q     |
| 9       | 1       | Cecilia Gómez           | Bolívia       | 54.94 |       |
| 10      | 1       | Nicole Minota           | Equador       | 55.04 |       |
| 11      | 2       | Virginia Villalba       | Equador       | 55.18 |       |
| 12      | 2       | María Ayelén Diogo      | Argentina     | 55.49 |       |
| 13      | 1       | Poulette Cardoch        | Chile         | 57.17 |       |
| 14      | 2       | Lucia Sotomayor         | Bolívia       | 58.04 |       |

| Posição           | Raia | Atleta                  | Nacionalidade | Tempo | Notas |
| ----------------- | ---- | ----------------------- | ------------- | ----- | ----- |
| Medalha de ouro   | 4    | Tiffani Marinho         | Brasil        | 52.81 |       |
| Medalha de prata  | 5    | Lina Licona             | Colômbia      | 53.18 |       |
| Medalha de bronze | 6    | Noelia Martínez         | Argentina     | 53.47 |       |
| 4                 | 3    | Geisa Coutinho          | Brasil        | 53.51 |       |
| 5                 | 8    | Eliana Chávez           | Colômbia      | 53.66 |       |
| 6                 | 7    | María Fernanda Mackenna | Chile         | 54.27 |       |
| 7                 | 2    | Kimberly Cardoza        | Peru          | 54.83 |       |
| 8                 | 1    | Maitte Torres           | Peru          | 55.25 |       |

### 800 metros
26 de maio
| Posição           | Atleta              | Nacionalidade | Tempo   | Notas |
| ----------------- | ------------------- | ------------- | ------- | ----- |
| Medalha de ouro   | Déborah Rodríguez   | Uruguai       | 2:02.68 |       |
| Medalha de prata  | Andrea Calderón     | Equador       | 2:05.49 |       |
| Medalha de bronze | Johana Arrieta      | Colômbia      | 2:05.91 |       |
| 4                 | Rosangelica Escobar | Colômbia      | 2:06.03 |       |
| 5                 | Nicole Minota       | Equador       | 2:06.38 |       |
| 6                 | July da Silva       | Brasil        | 2:07.63 |       |
| 7                 | Mariana Borelli     | Argentina     | 2:09.35 |       |
| 8                 | Berdine Castillo    | Chile         | 2:10.48 |       |
| 9                 | Martina Escudero    | Argentina     | 2:14.97 |       |
| 10                | Fátima Amarilla     | Paraguai      | 2:16.73 |       |
| 11                | Andrea Ferris       | Panamá        | DNS     |       |

### 1.500 metros
24 de maio
| Posição           | Atleta                   | Nacionalidade | Tempo   | Notas |
| ----------------- | ------------------------ | ------------- | ------- | ----- |
| Medalha de ouro   | María Pía Fernández      | Uruguai       | 4:27.44 |       |
| Medalha de prata  | Mariana Borelli          | Argentina     | 4:27.83 |       |
| Medalha de bronze | July da Silva            | Brasil        | 4:27.93 |       |
| 4                 | Florencia Borelli        | Argentina     | 4:28.22 |       |
| 5                 | Rosibel García           | Colômbia      | 4:29.81 |       |
| 6                 | Johana Arrieta           | Colômbia      | 4:31.50 |       |
| 7                 | Katherine Tisalema       | Equador       | 4:32.51 |       |
| 8                 | Andrea Ferris            | Panamá        | 4:32.69 |       |
| 9                 | María Veronica Domínguez | Paraguai      | 4:37.12 |       |
| 10                | Helen Baltazar           | Bolívia       | 4:46.66 |       |
| 11                | Tatiane Raquel da Silva  | Brasil        | DNS     |       |

### 5.000 metros
26 de maio
| Posição           | Atleta            | Nacionalidade | Tempo    | Notas |
| ----------------- | ----------------- | ------------- | -------- | ----- |
| Medalha de ouro   | Florencia Borelli | Argentina     | 15:42.60 |       |
| Medalha de prata  | Carolina Tabares  | Colômbia      | 15:46.04 |       |
| Medalha de bronze | Luz Mery Rojas    | Peru          | 15:46.27 |       |
| 4                 | Saida Meneses     | Peru          | 15:47.16 |       |
| 5                 | Fedra Luna        | Argentina     | 16:17.18 |       |
| 6                 | Muriel Coneo      | Colômbia      | 16:34.58 |       |
| 7                 | Simone Ferraz     | Brasil        | 16:37.06 |       |
| 8                 | Carmen Toaquiza   | Equador       | 16:38.70 |       |
| 9                 | Edith Mamani      | Bolívia       | 16:42.77 |       |
| 10                | Salome Mendoza    | Bolívia       | 17:03.55 |       |

### 10.000 metros
24 de maio
| Posição           | Atleta              | Nacionalidade | Tempo    | Notas |
| ----------------- | ------------------- | ------------- | -------- | ----- |
| Medalha de ouro   | Carolina Tabares    | Colômbia      | 33:36.77 |       |
| Medalha de prata  | Tatiele de Carvalho | Brasil        | 33:40.76 |       |
| Medalha de bronze | Muriel Coneo        | Colômbia      | 33:43.00 |       |
| 4                 | Thalia Valdivia     | Peru          | 33:48.46 |       |
| 5                 | Nelida Sulca        | Peru          | 34:03.00 |       |
| 6                 | María Luz Tesuri    | Argentina     | 34:32.02 |       |
| 7                 | Diana Landi         | Equador       | 34:43.97 |       |
| 8                 | Silvia Ortiz        | Equador       | 36:25.65 |       |
| 9                 | María Añazco        | Paraguai      | 38:11.27 |       |

### 100 metros barreiras
| Posição | Bateria | Atleta                  | Nacionalidade | Tempo | Notas |
| ------- | ------- | ----------------------- | ------------- | ----- | ----- |
| 1       | 2       | Génesis Romero          | Venezuela     | 13.38 | Q     |
| 2       | 1       | Yoveinny Mota           | Venezuela     | 13.45 | Q     |
| 3       | 2       | María Ignacia Eguiguren | Chile         | 13.62 | Q     |
| 4       | 2       | Diana Bazalar           | Peru          | 13.70 | Q     |
| 5       | 1       | Jenea McCammon          | Guiana        | 13.89 | Q     |
| 6       | 1       | Eliecith Palacios       | Colômbia      | 13.89 | Q     |
| 7       | 1       | Adelly Santos           | Brasil        | 14.00 | q     |
| 8       | 2       | Mariza Karabia          | Paraguai      | 14.13 | q     |
| 9       | 1       | Florencia Lamboglia     | Argentina     | 14.27 |       |
| 9       | 2       | María Sánchez           | Argentina     | 14.27 |       |

| Posição           | Raia | Atleta                  | Nacionalidade | Tempo | Notas |
| ----------------- | ---- | ----------------------- | ------------- | ----- | ----- |
| Medalha de ouro   | 4    | Génesis Romero          | Venezuela     | 13.29 |       |
| Medalha de prata  | 2    | Eliecith Palacios       | Colômbia      | 13.49 |       |
| Medalha de bronze | 1    | Adelly Santos           | Brasil        | 13.64 |       |
| 4                 | 5    | Yoveinny Mota           | Venezuela     | 13.65 |       |
| 5                 | 6    | Diana Bazalar           | Peru          | 13.84 |       |
| 6                 | 8    | Mariza Karabia          | Paraguai      | 14.41 |       |
| 7                 | 7    | Jenea McCammon          | Guiana        | 14.93 |       |
| 8                 | 3    | María Ignacia Eguiguren | Chile         | DNF   |       |

### 400 metros barreiras
25 de maio
| Posição           | Raia | Atleta           | Nacionalidade | Tempo   | Notas                 |
| ----------------- | ---- | ---------------- | ------------- | ------- | --------------------- |
| Medalha de ouro   | 3    | Melissa González | Colômbia      | 55.73   | Recorde do campeonato |
| Medalha de prata  | 4    | Gianna Woodruff  | Panamá        | 56.76   |                       |
| Medalha de bronze | 1    | Fiorella Chiappe | Argentina     | 57.03   |                       |
| 4                 | 6    | Alessandra Silva | Brasil        | 57.18   |                       |
| 5                 | 5    | Marlene Santos   | Brasil        | 57.43   |                       |
| 6                 | 7    | Kimberly Cardoza | Peru          | 58.38   |                       |
| 7                 | 2    | Valeria Cabezas  | Colômbia      | 58.85   |                       |
| 8                 | 8    | Valeria Baron    | Argentina     | 1:02.90 |                       |

### 3.000 metros com obstáculos
25 de maio
| Posição           | Atleta                  | Nacionalidade | Tempo    | Notas                 |
| ----------------- | ----------------------- | ------------- | -------- | --------------------- |
| Medalha de ouro   | Tatiane Raquel da Silva | Brasil        | 9:45.52  | Recorde do campeonato |
| Medalha de prata  | Belén Casetta           | Argentina     | 10:04.54 |                       |
| Medalha de bronze | Simone Ferraz           | Brasil        | 10:05.88 |                       |
| 4                 | Rina Cjuro              | Peru          | 10:09.72 |                       |
| 5                 | Andrea Ferris           | Panamá        | 10:14.00 |                       |
| 6                 | Tania Chávez            | Bolívia       | 10:15.83 |                       |
| 7                 | Rolanda Bell            | Panamá        | 10:17.19 |                       |
| 8                 | Edith Mamani            | Bolívia       | 10:18.40 |                       |
| 9                 | Katherine Tisalema      | Equador       | 10:20.72 |                       |
| 10                | Margarita Nuñez         | Peru          | 10:33.89 |                       |
| 11                | Carolina Lozano         | Argentina     | DNF      |                       |

### Revezamento 4x100 m
25 de maio
| Posição           | Raia | Nacionalidade | Atletas                                                                      | Tempo | Notas |
| ----------------- | ---- | ------------- | ---------------------------------------------------------------------------- | ----- | ----- |
| Medalha de ouro   | 6    | Brasil        | Anny de Bassi, Ana Azevedo, Bruna Farias, Andressa Fidelis                   | 44.70 |       |
| Medalha de prata  | 3    | Colômbia      | Melissa González, Jennifer Padilla, Eliana Chávez, Eliecith Palacios         | 44.97 |       |
| Medalha de bronze | 4    | Argentina     | Florencia Lamboglia, Noelia Martínez, María Sánchez, María Victoria Woodward | 45.65 |       |
| 4                 | 2    | Equador       | Katherine Chillambo, Marina Poroso, Virginia Villalba, Gabriela Suárez       | 45.72 |       |
| 5                 | 5    | Peru          | Diana Bazalar, Paola Mautino, Triana Alonso, Giara Garate                    | 46.60 |       |

### Revezamento 4x400 m
26 de maio
| Posição           | Nacionalidade | Atletas                                                                            | Tempo   | Notas |
| ----------------- | ------------- | ---------------------------------------------------------------------------------- | ------- | ----- |
| Medalha de ouro   | Colômbia      | Lina Licona, Melissa González, Eliana Chávez, Jennifer Padilla                     | 3:32.81 |       |
| Medalha de prata  | Brasil        | Ana Azevedo, Marlene Santos, Alessandra Silva, Tiffani Marinho                     | 3:35.29 |       |
| Medalha de bronze | Argentina     | María Ayelén Diogo, Fiorella Chiappe, Valeria Baron, Noelia Martínez               | 3:36.76 |       |
| 4                 | Chile         | Poulette Cardoch, Berdine Castillo, María Fernanda Mackenna, María José Echeverría | 3:37.35 |       |
| 5                 | Peru          | Esperanza Mnrique, Kimberly Cardoza, Maitte Torres, Triana Alonso                  | 3:42.74 |       |
| 6                 | Equador       | Nicole Minota, Andrea Calderon, Marina Poroso, Virginia Villalba                   | 3:42.91 |       |

### 20 km marcha atlética
25 de maio
| Posição           | Atleta            | Nacionalidade | Tempo      | Notas                 |
| ----------------- | ----------------- | ------------- | ---------- | --------------------- |
| Medalha de ouro   | Karla Jaramillo   | Equador       | 1:30:52.00 | Recorde sul-americano |
| Medalha de prata  | Ángela Castro     | Bolívia       | 1:32:36.00 |                       |
| Medalha de bronze | Leyde Guerra      | Peru          | 1:33:40.00 |                       |
| 4                 | Evelyn Inga       | Peru          | 1:34:30.00 |                       |
| 5                 | Arabelly Orjuela  | Colômbia      | 1:35:33.00 |                       |
| 6                 | Anastasia Sanzana | Chile         | 1:46:45.00 |                       |
| 7                 | Sandra Arenas     | Colômbia      | DNS        |                       |

### Salto em altura
26 de maio
| Posição           | Atleta                 | Nacionalidade | 1.60 | 1.65 | 1.70 | 1.75 | 1.80 | 1.83 | 1.86 | 1.90 | 1.96 | Resultado | Notas |
| ----------------- | ---------------------- | ------------- | ---- | ---- | ---- | ---- | ---- | ---- | ---- | ---- | ---- | --------- | ----- |
| Medalha de ouro   | María Fernanda Murillo | Colômbia      | –    | –    | –    | xo   | o    | –    | o    | xo   | xxx  | 1.90      |       |
| Medalha de prata  | Valdileia Martins      | Brasil        | –    | –    | –    | o    | o    | xxx  |      |      |      | 1.80      |       |
| Medalha de bronze | Monique Varmeling      | Brasil        | –    | –    | o    | o    | xxx  |      |      |      |      | 1.75      |       |
| Medalha de bronze | Eloisa Páez            | Argentina     | –    | o    | o    | o    | xxx  |      |      |      |      | 1.75      |       |
| 5                 | Candy Toche            | Peru          | –    | o    | xo   | o    | xxx  |      |      |      |      | 1.75      |       |
| 6                 | Daniella Muñoz         | Peru          | o    | o    | xo   | xxx  |      |      |      |      |      | 1.70      |       |
| 7                 | Lorena Aires           | Uruguai       | –    | xo   | xo   | xxx  |      |      |      |      |      | 1.70      |       |
| 8                 | Carla Ríos             | Bolívia       | o    | xxo  | xxx  |      |      |      |      |      |      | 1.65      |       |

### Salto com vara
25 de maio
| Posição           | Atleta                    | Nacionalidade | 3.71 | 3.91 | 4.11 | 4.26 | 4.36 | 4.46 | 4.56 | 4.66 | Resultado | Notas |
| ----------------- | ------------------------- | ------------- | ---- | ---- | ---- | ---- | ---- | ---- | ---- | ---- | --------- | ----- |
| Medalha de ouro   | Robeilys Peinado          | Venezuela     | –    | –    | –    | o    | o    | xxo  | o    | xxx  | 4.56      |       |
| Medalha de prata  | Katherin Castillo         | Colômbia      | –    | –    | xxo  | xxx  |      |      |      |      | 4.11      |       |
| Medalha de bronze | Juliana Campos            | Brasil        | –    | xo   | xxx  |      |      |      |      |      | 3.91      |       |
| 4                 | Nicole Hein               | Peru          | o    | xxx  |      |      |      |      |      |      | 3.71      |       |
| 5                 | Isabel Demarco de Quadros | Brasil        | xo   | xxx  |      |      |      |      |      |      | 3.71      |       |
| 6                 | Ana Quiñónez              | Equador       | xxx  |      |      |      |      |      |      |      | NM        |       |

### Salto em comprimento
25 de maio
| Posição           | Atleta          | Nacionalidade | #1   | #2   | #3   | #4   | #5   | #6   | Resultado | Notas |
| ----------------- | --------------- | ------------- | ---- | ---- | ---- | ---- | ---- | ---- | --------- | ----- |
| Medalha de ouro   | Eliane Martins  | Brasil        | x    | 6.48 | x    | 6.11 | 6.71 | x    | 6.71      |       |
| Medalha de prata  | Keila Costa     | Brasil        | 6.35 | x    | 6.38 | x    | 6.11 | 6.35 | 6.38      |       |
| Medalha de bronze | Macarena Reyes  | Chile         | 6.08 | x    | 6.13 | x    | 6.18 | 6.36 | 6.36      |       |
| 4                 | Nathalie Aranda | Panamá        | x    | x    | 6.17 | x    | 6.25 | x    | 6.25      |       |
| 5                 | Génesis Romero  | Venezuela     | 6.00 | x    | 6.24 | 5.57 | 6.08 | 6.05 | 6.24      |       |
| 6                 | Paola Mautino   | Peru          | 5.81 | 6.04 | 6.16 | 5.95 | 6.06 | 6.15 | 6.16      |       |
| 7                 | Yosiris Urrutia | Colômbia      | 5.58 | 5.82 | 5.67 | x    | 6.00 | 6.06 | 6.06      |       |
| 8                 | Valeria Quispe  | Bolívia       | 5.62 | 5.73 | x    | x    | 5.72 | 5.76 | 5.76      |       |
| 9                 | Silvana Segura  | Peru          | x    | 5.66 | x    |      |      |      | 5.66      |       |

### Salto triplo
24 de maio
| Posição           | Atleta              | Nacionalidade | #1    | #2    | #3    | #4    | #5    | #6    | Resultado | Notas |
| ----------------- | ------------------- | ------------- | ----- | ----- | ----- | ----- | ----- | ----- | --------- | ----- |
| Medalha de ouro   | Yosiris Urrutia     | Colômbia      | 13.29 | 13.60 | 13.85 | 13.67 | 13.51 | 13.51 | 13.85     |       |
| Medalha de prata  | Liuba Zaldivar      | Equador       | 13.42 | 13.29 | 13.45 | x     | 13.33 | 13.44 | 13.45     |       |
| Medalha de bronze | Gabriele dos Santos | Brasil        | 12.70 | 12.75 | 12.97 | 13.30 | 13.16 | –     | 13.30     |       |
| 4                 | Candy Toche         | Peru          | 12.40 | 12.67 | 12.81 | 12.82 | x     | 12.87 | 12.87     |       |
| 5                 | Silvana Segura      | Peru          | 12.45 | 12.58 | 12.35 | 12.70 | 12.39 | 12.47 | 12.70     |       |
| 6                 | Valeria Quispe      | Bolívia       | x     | x     | x     | x     | x     | 12.69 | 12.69     |       |

### Arremesso de peso
26 de maio
| Posição           | Atleta           | Nacionalidade | #1    | #2    | #3    | #4    | #5    | #6    | Resultado | Notas |
| ----------------- | ---------------- | ------------- | ----- | ----- | ----- | ----- | ----- | ----- | --------- | ----- |
| Medalha de ouro   | Ahimara Espinoza | Venezuela     | 17.14 | 16.71 | x     | 17.44 | 16.42 | 17.27 | 17.44     |       |
| Medalha de prata  | Geisa Arcanjo    | Brasil        | 16.26 | 17.10 | x     | 16.96 | x     | 17.16 | 17.16     |       |
| Medalha de bronze | Ángela Rivas     | Colômbia      | x     | 16.37 | 17.08 | 16.60 | 17.10 | 16.73 | 17.10     |       |
| 4                 | Ivanna Gallardo  | Chile         | 15.40 | x     | x     | 16.01 | 16.77 | 15.49 | 16.77     |       |
| 5                 | Keely Medeiros   | Brasil        | 16.51 | 16.46 | 16.49 | 16.66 | 16.48 | 16.22 | 16.66     |       |

### Lançamento de disco
24 de maio
| Posição           | Atleta             | Nacionalidade | #1    | #2    | #3    | #4    | #5    | #6    | Resultado | Notas |
| ----------------- | ------------------ | ------------- | ----- | ----- | ----- | ----- | ----- | ----- | --------- | ----- |
| Medalha de ouro   | Andressa de Morais | Brasil        | 62.04 | x     | 57.60 | 62.42 | 61.69 | 60.58 | 62.42     |       |
| Medalha de prata  | Fernanda Martins   | Brasil        | 58.99 | 58.57 | x     | 60.87 | 60.75 | 58.96 | 60.87     |       |
| Medalha de bronze | Ailen Armada       | Argentina     | 53.32 | x     | 52.34 | 53.29 | 56.55 | x     | 56.55     |       |
| 4                 | Karen Gallardo     | Chile         | 52.35 | 51.24 | x     | 52.95 | 55.09 | 55.02 | 55.09     |       |
| 5                 | Aixa Middleton     | Panamá        | 45.42 | x     | x     | x     | 50.57 | 49.82 | 50.57     |       |
| 6                 | Ivanna Gallardo    | Chile         | 45.26 | x     | 50.12 | x     | 50.22 | x     | 50.22     |       |

### Lançamento de martelo
25 de maio
| Posição           | Atleta              | Nacionalidade | #1    | #2    | #3    | #4    | #5    | #6    | Resultado | Notas |
| ----------------- | ------------------- | ------------- | ----- | ----- | ----- | ----- | ----- | ----- | --------- | ----- |
| Medalha de ouro   | Mariana Marcelino   | Brasil        | 66.78 | x     | 63.61 | 63.35 | 66.60 | x     | 66.78     |       |
| Medalha de prata  | Rosa Rodríguez      | Venezuela     | 65.69 | 64.85 | 66.45 | x     | x     | 65.72 | 66.45     |       |
| Medalha de bronze | Jennifer Dahlgren   | Argentina     | 63.85 | 65.06 | x     | x     | x     | 64.16 | 65.06     |       |
| 4                 | Valeria Chiliquinga | Equador       | 64.50 | 63.07 | 62.27 | 63.46 | x     | 62.70 | 64.50     |       |
| 5                 | Mayra Gaviria       | Colômbia      | 60.46 | 59.86 | x     | 63.92 | x     | 61.08 | 63.92     |       |
| 6                 | Mariana García      | Chile         | 56.86 | 63.27 | 62.69 | 62.49 | x     | 59.45 | 63.27     |       |
| 7                 | Daniela Gómez       | Argentina     | 53.68 | 60.69 | 59.98 | 60.10 | 59.81 | 57.98 | 60.69     |       |
| 8                 | Ximena Zorrilla     | Peru          | 55.32 | 57.21 | x     | x     | 56.14 | 54.07 | 57.21     |       |

### Lançamento de dardo
24 de maio
| Posição           | Atleta                | Nacionalidade | #1    | #2    | #3    | #4    | #5    | #6    | Resultado | Notas |
| ----------------- | --------------------- | ------------- | ----- | ----- | ----- | ----- | ----- | ----- | --------- | ----- |
| Medalha de ouro   | Laila Domingos        | Brasil        | 57.79 | 53.16 | 51.52 | 55.35 | 53.10 | 53.01 | 57.79     |       |
| Medalha de prata  | María Lucelly Murillo | Colômbia      | 57.24 | 54.05 | 56.00 | x     | x     | 51.93 | 57.24     |       |
| Medalha de bronze | Flor Ruiz             | Colômbia      | 54.00 | 56.07 | 54.10 | 52.69 | 52.65 | 54.82 | 56.07     |       |
| 4                 | Rafaela Gonçalves     | Brasil        | 46.66 | 48.88 | 53.20 | 52.20 | 51.59 | 51.39 | 53.20     |       |
| 5                 | María Paz Ríos        | Chile         | 44.29 | 48.02 | 46.37 | 49.16 | x     | 47.34 | 49.16     |       |
| 6                 | Yhoana Arias          | Argentina     | 45.30 | 46.58 | 45.07 | 46.14 | x     | 46.98 | 46.98     |       |
| 7                 | Nadia Requena         | Peru          | 40.67 | 42.92 | 43.12 | 42.74 | 45.37 | 45.36 | 45.37     |       |

### Heptatlo
25 – 26 de maio
| Colocação         | Atleta                  | Nacionalidade | 100 m C/B | SA   | AP    | 200 m | SD   | LD    | 800 m   | Total | Notas                 |
| ----------------- | ----------------------- | ------------- | --------- | ---- | ----- | ----- | ---- | ----- | ------- | ----- | --------------------- |
| Medalha de ouro   | Luisarys Toledo         | Venezuela     | 14.12     | 1.69 | 12.84 | 24.56 | 6.22 | 43.79 | 2:15.67 | 5989  | Recorde do campeonato |
| Medalha de prata  | Vanessa Spínola         | Brasil        | 14.19     | 1.72 | 12.67 | 24.56 | 6.13 | 37.23 | 2:17.81 | 5823  |                       |
| Medalha de bronze | Martha Araújo           | Colômbia      | 13.89     | 1.69 | 11.34 | 25.25 | 5.83 | 48.57 | 2:24.73 | 5708  |                       |
| 4                 | Ana Camila Pirelli      | Paraguai      | 13.82     | 1.63 | 12.97 | 24.97 | 5.15 | 46.57 | 2:13.84 | 5694  |                       |
| 5                 | Martina Corra           | Argentina     | 14.81     | 1.60 | 11.06 | 26.13 | 5.35 | 36.81 | 2:39.25 | 4832  |                       |
| 6                 | Jenifer Nicole Norberto | Brasil        | 14.58     | 1.63 | 12.27 | 26.08 | NM   | 29.07 | DNF     | 3597  |                       |

Legenda
| Recorde mundial       | Recorde mundial (World record)               |                       | Recorde africano                      | Recorde africano (African) |                                           | Q | Classificado por posição (Qualified) |
| Recorde do campeonato | Recorde do campeonato (Championship record)  | Recorde da América    | Recorde da América (Americas)         | q                          | Classificado por melhor tempo (Qualified) |   |                                      |
| Melhor marca do ano   | Melhor marca do ano (World leading)          | Recorde asiático      | Recorde asiático (Asian)              | DNS                        | Não largou (Did not start)                |   |                                      |
| Recorde nacional      | Recorde nacional (National record)           | Recorde europeu       | Recorde europeu (European)            | DNF                        | Não terminou (Did not finish)             |   |                                      |
| Recorde pessoal       | Recorde pessoal do atleta (Personal best)    | Recorde da Oceania    | Recorde da Oceania (Oceania)          | DSQ / DQ                   | Desclassificado (Disqualified)            |   |                                      |
| Recorde da temporada  | Recorde da temporada do atleta (Season best) | Recorde sul-americano | Recorde sul-americano (South America) | NM                         | Sem marca (No mark)                       |   |                                      |